# Stathmopoda dicitra
Stathmopoda dicitra is een vlinder uit de familie Stathmopodidae. De wetenschappelijke naam van de soort is voor het eerst geldig gepubliceerd in 1935 door Meyrick.